# Omvormer

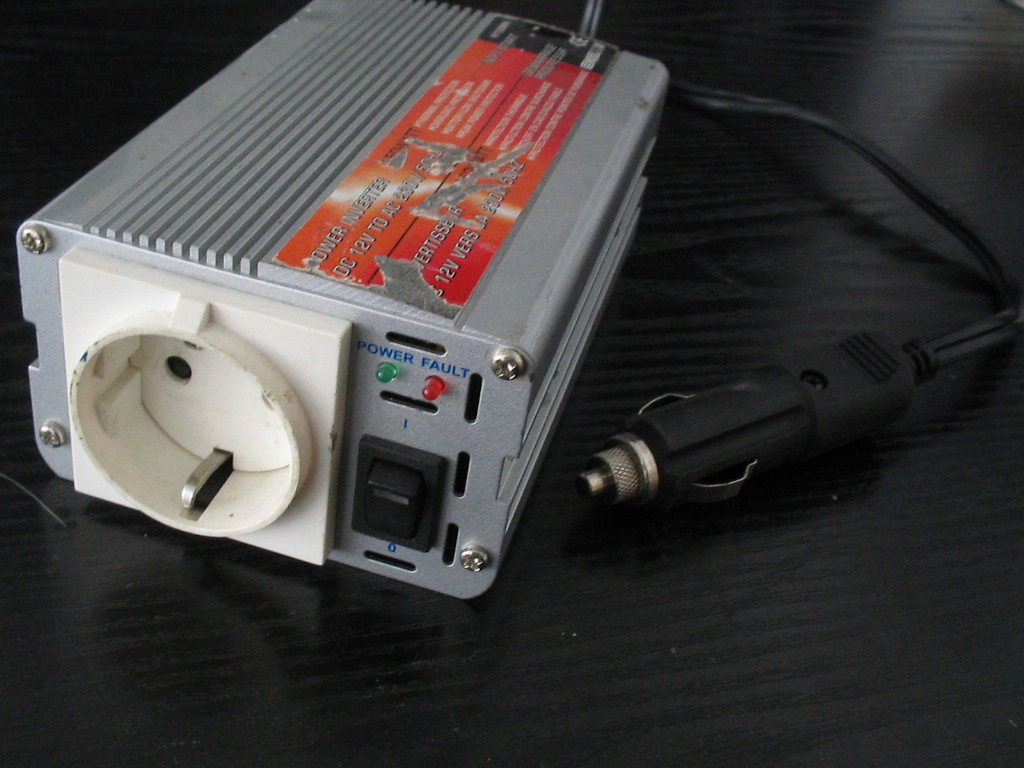
Omvormer 12 > 230 volt

Een omvormer is een elektronisch apparaat dat de invoerspanning van een bepaalde spanning naar een andere spanning kan omvormen of elektrische energie in energie van een andere frequentie. In tegenstelling tot een transformator kan een omvormer een gelijkspanning naar een wisselspanning omvormen, of een wisselspanning naar een wisselspanning met een andere frequentie. Men spreekt, al naargelang de toepassing, van een spanningsomvormer, een frequentieomvormer, of van een combinatie van beide.
Een nadeel van kleine gelijkspanning naar wisselspanning omvormers was dat het rendement ervan niet bijzonder hoog was. Een aanzienlijk deel van de toegevoerde energie werd in warmte omgezet. Een moderne omvormer, weliswaar met een gemodificeerde sinusuitgang, haalt bij 12 V in, 230 V uit en 150 watt een rendement van 90%. Bij moderne kwaliteitsomvormers is een rendement van meer dan 90% mogelijk door toepassing moderne IGBT's aan de netspanningzijde met lage schakelverliezen. Ook de nullastverliezen kunnen dan laag blijven, bijvoorbeeld 1% van het maximale gespecificeerde continu vermogen, dus bijvoorbeeld 6 watt bij een gespecificeerd vermogen van maximaal 600 watt.

## Toepassingen
Omvormers voor consumententoepassingen zijn vaak van een relatief klein vermogen. Zo worden omvormers vaak gebruikt om op reis de spanning van de autoaccu om te zetten in wisselspanning van 230 V voor apparatuur die bedoeld is voor gebruik op het lichtnet, of in ca. 20 V gelijkspanning voor een laptop. De prijs van dergelijke apparaatjes varieert van enkele tientallen tot enkele honderden euro's, afhankelijk van het gewenste vermogen (tot enkele honderden watt) en de kwaliteit van de wisselspanning aan de uitgang. De betere exemplaren leveren een sinusvormige spanning; de goedkopere exemplaren leveren een spanning die het meeste lijkt op een blokgolf. Dat laatste werkt met sommige aangesloten apparatuur niet zo goed.
Een voorbeeld van een toepassing waarbij omvormers met een vermogen van enkele kilowatt worden gebruikt, zijn treinstellen waarin de 1,5 kV (Nederland) of 3 kV (België) gelijkspanning van de bovenleiding van spoorlijnen wordt omgezet in 230 volt, 50 Hz voor verlichting en verwarming.
In schepen worden omvormers gebruikt om van 12 of 24 volt uit de accu's, 230 volt te maken.
Dit varieert van enkele honderden watt, tot meer dan 20 kilowatt, met vooral zuivere sinus.
Hiermee kunnen verbruikers, zoals televisie, koffiezetapparaten of kookplaten, van spanning voorzien worden.

## Duurzame energie
Bij gebruik van zonne-energie door middel van fotovoltaïsche zonnecellen zijn omvormers noodzakelijk om de opgewekte energie in huis te kunnen gebruiken dan wel te kunnen transporteren. Het meeste worden omvormers toegepast die men binnen ophangt. Het vermogen van een zonne-energieomvormer loopt van 100 Wp tot ongeveer 6000 Wp voor consumententoepassing. Bedrijfsmatig kan het vermogen oplopen tot 15.000 Wp.
Bij moderne windturbines met een variabel toerental worden AC-DC-AC-frequentieomvormers gebruikt. De wisselspanning van de turbine, waarvan de frequentie zeer kan variëren, wordt eerst in gelijkspanning omgezet en daarna in wisselspanning van de gewenste frequentie.

## Werking
Het principe van de meeste moderne omvormers, die een lage gelijkspanning omzetten naar een 50 Hz of 60 Hz wisselspanning is als volgt: een gelijkspanning (meestal 12 volt, 24 volt of 48 volt) wordt met behulp van een wisselrichter die uit MOSFET's in een brugschakeling (tweemaal 2 in serie met de ingangsspanning, waarbij elk van de knooppunten van de transistors is verbonden met een uiteinde van de primaire wikkeling van een transformator), omgezet in een hoogfrequente wisselspanning (20 kHz tot 100 kHz) op de primaire wikkeling van een hoogfrequent transformator door telkens 2 diagonaal tegenover elkaar gelegen MOSFET's aan de laagspanningskant geleidend te sturen. De spanning op de secundaire wikkeling van deze transformator wordt gelijkgericht en afgevlakt, tot een spanning die ruim boven de piekwaarde van de op te wekken wisselspanning ligt (bijvoorbeeld 350 à 400 volt voor 230 volt wisselspanning). Er kunnen nog extra maatregelen genomen worden om die gelijkspanning ook bij wisselende accuspanning of uitgangsstroom constant te houden. De gelijkspanning wordt vervolgens door transistoren MOSFET's of IGBT's, die werken met pulsbreedtemodulatie op eveneens hoge frequentie 20 kHz tot 100 kHz, gevolgd door een laagdoorlaatfilter, bestaande uit spoel(en) en condensator(s), omgezet in een sinusvormige spanning van netfrequentie met lage vervorming (typisch < 3%). 
Het is mogelijk direct aan de gelijkspanningszijde de gelijkspanning om te zetten in een laagfrequent signaal (vaak gemodificeerde sinus). Dan is echter een grote en zware netfrequent transformator nodig voor het omhoogtransformeren van de spanning, hetgeen niet praktisch is voor vermogens groter dan zeg 100 watt. De hoogfrequent transformator en het laagdoorlaatfilter in de eerder beschreven werking zijn door de genoemde hoge frequentie relatief licht van gewicht en klein. Sommige wisselspanningsapparaten nemen bij het inschakelen een zeer grote piekstroom op, waartegen de MOSFET's of IGBT's in de omvormer niet bestand zijn. De meeste omvormers hebben beveiligingen om defect raken bij zulke belastingen te voorkomen. Soms kan een soft start te grote inschakelstromen voorkomen (bijvoorbeeld bij apparaten, die direct na de netingang een elektrolytische afvlakcondensator hebben (schakelende voeding, zoals tv's, pc's, grootvermogenladers voor gereedschapsaccu's of fietsacculaders). Voor apparaten waar zware motoren bij het aanlopen veel vermogen nemen, is soms een omvormer met een veel groter vermogen nodig. Bij een koelkast werkt een soft start niet omdat daar de motor voortdurend in- en uitgeschakeld wordt.
Omvormers, die gelijkspanning met transistoren de gelijkspanning omzetten in wisselspanning worden ook wel inverters of wisselrichters genoemd.

## Typen omvormers
De meeste omvormers zijn tegenwoordig inverters, waarin halfgeleiders als wisselrichter worden gebruikt.
In het verleden waren halfgeleiders daartoe niet in staat vanwege de beperking in snelheid, stroom en spanning. Hogere spanningen werden met behulp van elektronenbuizen omgezet. Met de komst van FET's met een positieve temperatuurcoëfficiënt kunnen deze parallel geschakeld worden zodat grote stromen geschakeld kunnen worden. De spanningen werden ook hoger dan ongeveer 150 V.
Voor laagspanning had men tot in de jaren zeventig van de 20e eeuw de keuze uit drie mogelijkheden:
1. elektromechanische omvormers met trilrelais (aangeduid met de naam "triller omvormers"): het relais onderbreekt enkele tientallen tot enkele honderden keren per seconde een stroom door een transformatorspoel. Door de zelfinductie van de spoel, eventueel geholpen door een condensator, ontstond een wisselspanning die kon worden getransformeerd;
2. elektromechanische omvormers met een elektromotor en een dynamo die op een gemeenschappelijke as gekoppeld zijn. Deze werden aangeduid met de naam roterende omvormers. Deze zijn voor een veelheid van vermogens en combinaties van in- en uitgangsspanningen gebouwd.
3. statische omvormers: omvormers, die geen bewegende delen bevatten, zoals als omvormers met elektronenbuizen (alleen hoge ingangsspanningen) of later voor kleine vermogens ook halfgeleiders. Reeds midden jaren zestig was de bekende silicium vermogenstransistor 2N3055 beschikbaar (15 A, 115 W maximumdissipatie).